# Martini & Rossi
Martini & Rossi er en multinational virksomhed fra Italien, der producerer alkoholiske drikkevarer. Virksomheden associeres primært med vermouth-mærkevaren Martini og mousserende vine som Asti Spumante. Virksomheden producerer også den franske vermouth, Noilly Prat.

## Historie
Virksomheden begyndte i midten af 1800-tallet som en virksomhed, der producerede vermouth i Pessione. Tre mænd kom til at at dominere firmaet: Forretningsmanden Alessandro Martini, vinmageren Luigi Rossi og regnskabsmanden Teofilo Sola, og i 1863 ændrede de navnet til Martini, Sola & Cia. Sola-familien solgte sine aktier i 1879, og virksomheden ændrede i den forbindelse navn til Martini & Rossi.